# Guirakoekoek
De guirakoekoek (Guira guira) is een sociale, niet-parasitische koekoek in Zuid-Amerika. Het is een monotypische soort in zijn geslacht en is het nauwst verwant aan de ani's (Crotophaga). Gezamenlijk worden zij tot de onderfamilie Crotophaginae gerekend.

## Beschrijving
De guirakoekoek is met een totale lichaamslengte van ongeveer 34 centimeter en een gewicht tussen de 140 en 143 gram een koekoek van gemiddelde grootte. Net als bij de meeste koekoeken heeft de vogel een relatief ruig verenkleed en hebben beide geslachten een vrijwel gelijk uiterlijk.
De romp is crèmekleurig en de vleugels en lange staart donkerbruin. De kop is donkerder gekleurd dan de romp en heeft roestbruine verlengde kruinveren, die de guirakoekoek als een kam kan opzetten. De snavel is oranje of geel gekleurd en de kale huid rond de ogen geel. De ogen zijn geel tot oranje, de poten blauwig grijs. De juveniel lijkt sterk op een volwassen vogel, maar heeft witte vlekken op de buitenste vleugelveren, een zwart-witte snavel en lichtgrijze ogen.
Net als ani's heeft de guirakoekoek een sterke, penetrante geur.

## Verspreiding en leefgebied

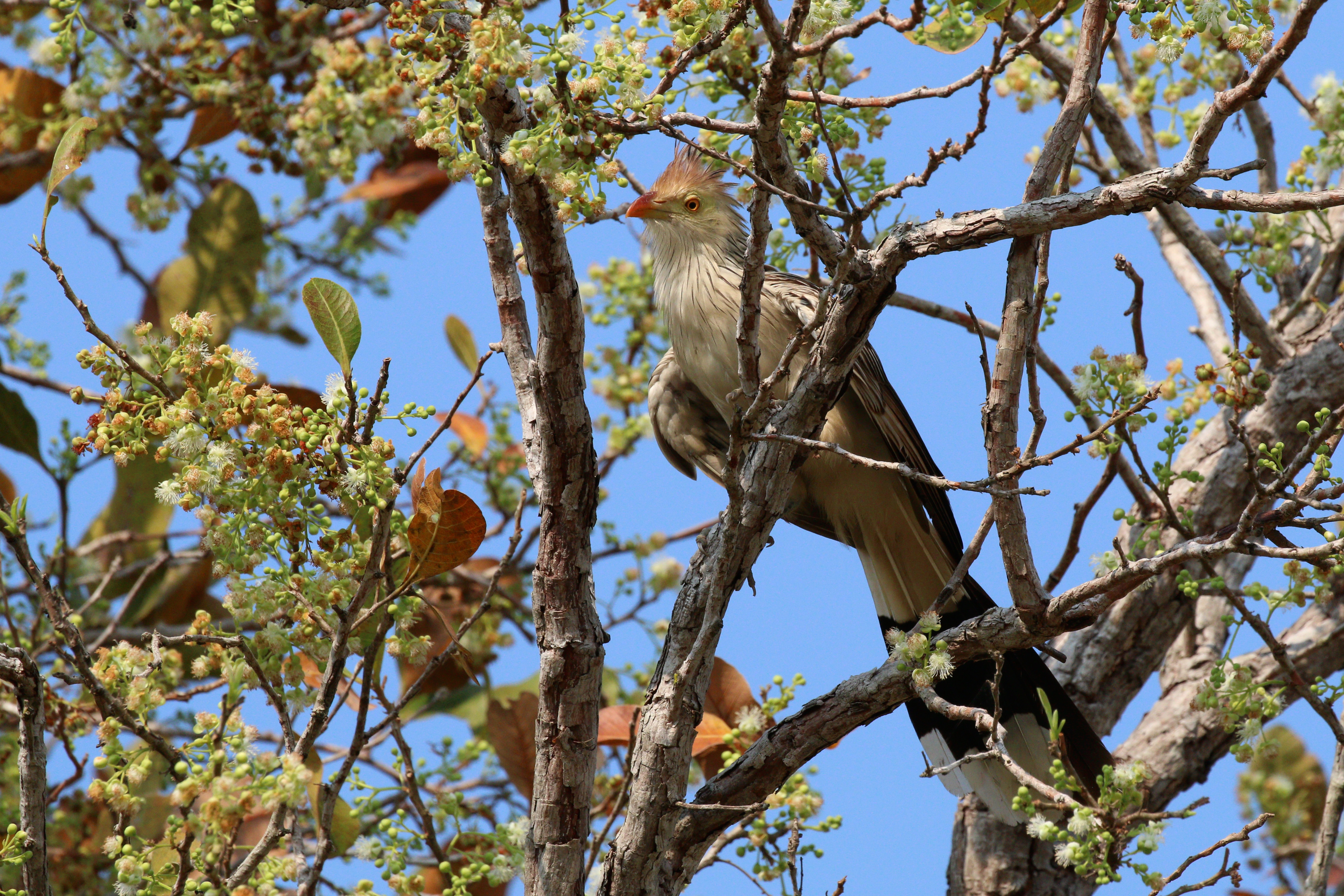
Guirakoekoek in de Pantanal, Brazilië

De guirakoekoek heeft een groot verspreidingsgebied van ruim 10 miljoen vierkante kilometer dat een groot deel van Zuid-Amerika ten oosten van de Andes beslaat. In Brazilië komt hij voor in het zuidoosten, in Argentinië in het noordoosten en verder in de landen Bolivia, Paraguay en Uruguay.
De vogel komt voornamelijk voor in droog, open tot halfopen habitat, zoals savannes, pampa's, weilanden en kustduinen. Hij komt voor van zeeniveau tot op een hoogte van 1200 meter. Door zijn voorkeur voor open gebied heeft de guirakoekoek kunnen profiteren van de uitbreiding van landbouwgebied. Hij wordt zelfs aangetroffen in parken en tuineen van buitenwijken. In zijn habitat is de guirakoekoek een van de meest algemene koekoeken.

## Gedrag en leefwijze

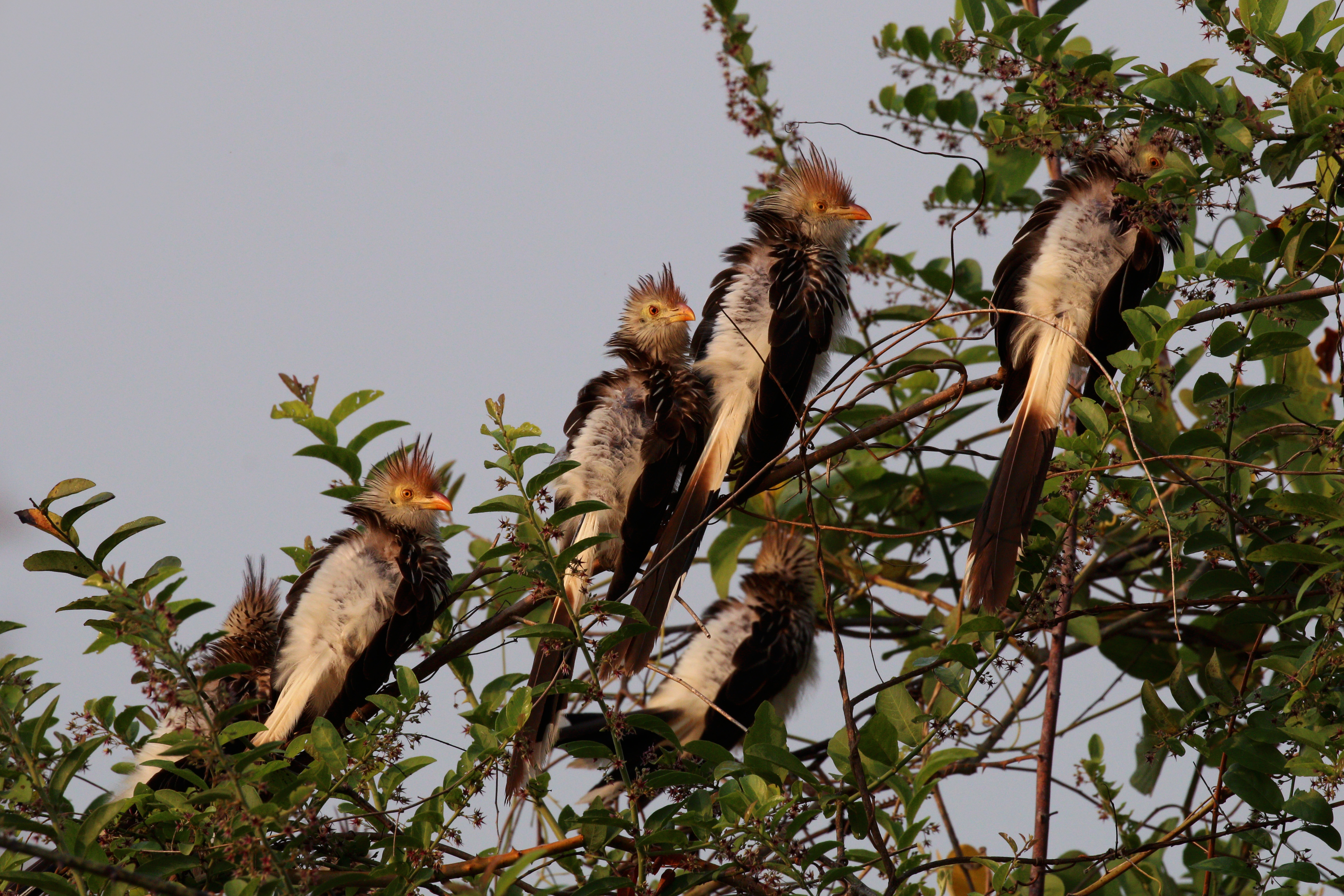
Een groep guirakoekoeken in de Pantanal

De guirakoekoek is een zeer sociale vogel en houdt zich vaak op in groepen van zes tot acht vogels. Na de broedperiode kan dit aantal oplopen tot meer dan twintig vogels. Op de roestplaats rusten guirakoekoeken dicht op elkaar. Soms wordt hij waargenomen in gezelschap van andere vogelsoorten, zoals de kleine ani (Crotophaga ani).
De guirakoekoek is geen bedreven vlieger en verplaatst zich meestal zweefvliegend tussen twee bomen. In de vegetatie beweegt hij zich meestal huppend voort, vergelijkbaar met de eekhoornkoekoek (Piaya cayana), maar minder behendig. De guirakoekoek houdt zich vaak op in bomen, maar foerageert ook regelmatig op de grond.

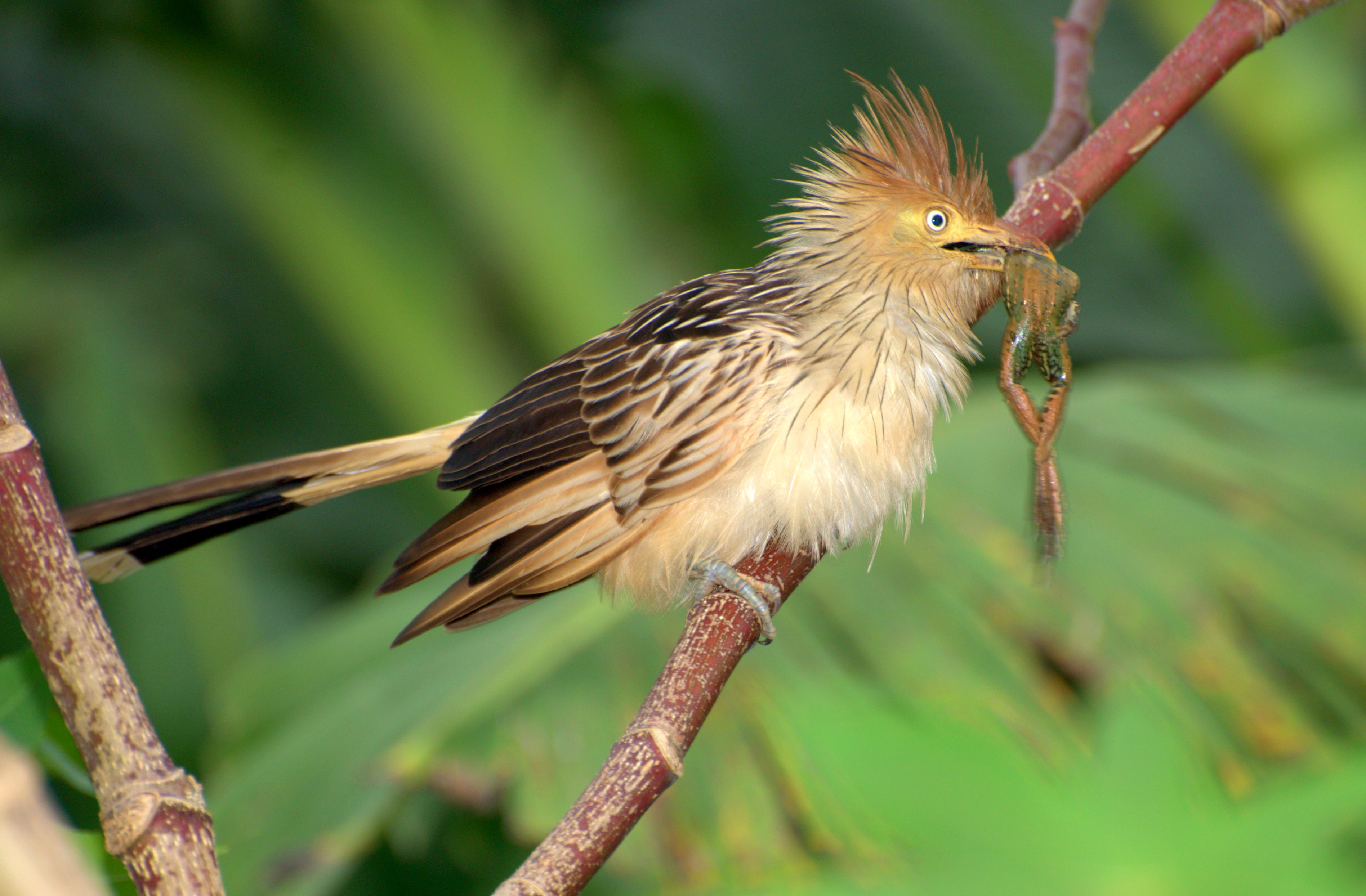
Een guirakoekoek met een buitgemaakte kikker

### Voedsel
Het voedsel van de guirakoekoek bestaat voornamelijk uit dierlijk voedsel, zoals kleine vogels (vooral nestvogels), vogeleieren, kleine zoogdieren, kikkers en geleedpotigen als sprinkhanen, krekels, spinnen en vliegende termieten. De guirakoekoek is een opportunistische predator, die zijn prooidieren op de grond of tussen de takken vangt. Guirakoekoeken foerageren vaak dicht op elkaar in groepen.

### Zang
Net als veel sociale vogels is de guirakoekoek zeer luidruchtig, met name wanneer hij tussen de boomtoppen zweefvliegt. Zijn lang aangehouden, schrille zang is onmiskenbaar en houdt het midden tussen een lang gefluit en een geweeklaag. Ook imiteert de guirakoekoek de zang van andere vogels. In groepen houden guirakoekoeken contact door een schel piepgeluid.

## Voortplanting
Aan het begin van het regenseizoen worden broedparen gevormd. Tijdens deze baltsperiode laat het mannetje zijn roep vrijwel de hele dag horen. Koppels tonen elkaar hun gespreide opgeheven staart en zetten hun verenkam op.

### Broedsel

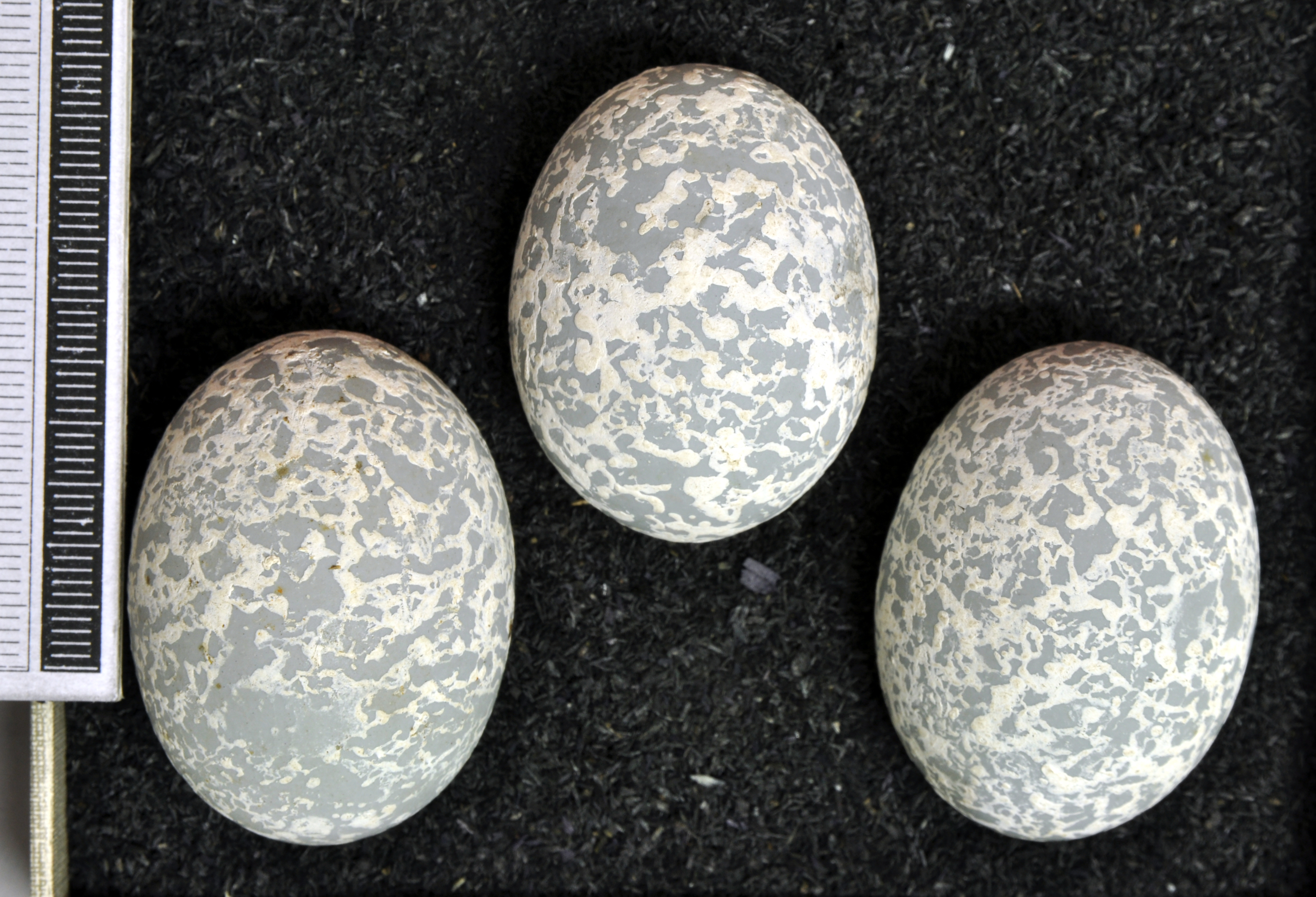
Eieren van de guirakoekoek

Het nest van de guirakoekoek bevindt zich doorgaans in een takvork van een doornachtige boom, op een hoogte van twee tot vijf meter boven de grond. Het grote nest, bestaande uit grote takken, wordt vaak meerder jaren achtereen gebruikt.
Sommige eieren worden bebroedt in een gezamenlijk nest, samen met die van andere guirakoekoeken. Een dergelijk nest heeft als voordeel dat meerdere guirakoekoeken kunnen foerageren, terwijl er maar een de wacht houdt bij het nest. Wanneer een predator nadert waarschuwt de achtergebleven vogel de anderen met luide kreten. Een gemeenschappelijk nest kan tot wel twintig eieren bevatten, maar de concurrentie tussen broedparen is groot. Veel eieren worden vernietigd of uit het nest verwijderd. Ook de nestvogels worden door elkaar of door volwassen vogels belaagd. Van slechts een kwart van de eieren bereiken juvenielen de vliegvlugge leeftijd.
Een broedsel bestaat uit vijf tot zeven donkergroene eieren met een krijtachtige tekening. Door deze tekening kan een broedende vogel zijn eieren herkennen. De eieren worden tussen de 10 en 15 dagen uitgebroed. De juvenielen vliegen doorgaans twee weken na het uitkomen uit. Indien verstoord, verlaten sommige kuikens het nest al na vijf of zes dagen.